# 鈴木隆 (地方公務員)
鈴木 隆（すずき たかし、1950年11月19日 - ）は、日本の地方公務員。横浜市総務局長や、横浜市副市長、横浜国際平和会議場代表取締役社長等を歴任した。

## 人物・経歴
神奈川県横浜市南区出身。神奈川県立横浜緑ケ丘高等学校を経て、1974年横浜国立大学経済学部卒業、横浜市役所入庁。市民局区政課長、福祉局企画課長、保土ケ谷区地域振興課長、社会福祉法人横浜市社会福祉協議会事務局長、福祉局地域福祉部長等を経て、2003年子育て支援事業本部長。地域ケアプラザ構想の策定などにあった。
2007年都市経営局長。2009年行政運営調整局長。2010年総務局長。2012年から副市長を務め、林文子横浜市長の1期目を支え、待機児童ゼロ作戦の成功に尽力するなどした。2014年に市長任期が2期目に入ると「立場を譲っていくことも大事だと思った」として任期途中で副市長を退任した。同年株式会社横浜国際平和会議場代表取締役社長。